# USAC-Saison 1975
Die USAC-Saison 1975 war die 54. Meisterschaftssaison im US-amerikanischen Formelsport. Sie begann am 2. März in Ontario und endete am 9. November in Phoenix. A. J. Foyt sicherte sich zum sechsten Mal den Titel.

## Rennergebnisse
Alle Strecken waren asphaltierte Ovale.
| Nr. | Datum         | Veranstaltung (Rennstrecke)                                      | Meilen | Sieger            | Sieger               | Siegerteam          |
| --- | ------------- | ---------------------------------------------------------------- | ------ | ----------------- | -------------------- | ------------------- |
| 1   | 02. März      | Ontario (Ontario Motor Speedway)                                 | 100    | Lauf 1            | A.J. Foyt            | Coyote-Foyt         |
| 2   | 02. März      | Ontario (Ontario Motor Speedway)                                 | 100    | Lauf 2            | Wally Dallenbach sr. | Eagle-Offenhauser   |
| 3   | 09. März      | California 500 (Ontario Motor Speedway)                          | 500    | A.J. Foyt         | A.J. Foyt            | Coyote-Foyt         |
| 4   | 16. März      | Bricklin 150 (Phoenix International Raceway)                     | 150    | Johnny Rutherford | Johnny Rutherford    | McLaren-Offenhauser |
| 5   | 06. April     | Trenton 200 (Trenton International Speedway)                     | 201    | A.J. Foyt         | A.J. Foyt            | Coyote-Foyt         |
| 6   | 25. Mai       | International 500 Mile Sweepstakes (Indianapolis Motor Speedway) | 435    | Bobby Unser       | Bobby Unser          | Eagle-Offenhauser   |
| 7   | 08. Juni      | Rex Mays Classic (The Milwaukee Mile)                            | 150    | A.J. Foyt         | A.J. Foyt            | Coyote-Foyt         |
| 8   | 29. Juni      | Rex Mays Classic (Pocono International Raceway)                  | 425    | A.J. Foyt         | A.J. Foyt            | Coyote-Foyt         |
| 9   | 20. Juli      | Norton 200 (Michigan International Speedway)                     | 200    | A.J. Foyt         | A.J. Foyt            | Coyote-Foyt         |
| 10  | 17. August    | Tony Bettenhausen 200 (The Milwaukee Mile)                       | 200    | Mike Mosley       | Mike Mosley          | Eagle-Offenhauser   |
| 11  | 13. September | Michigan Grand Prix (Michigan International Speedway)            | 150    | Tom Sneva         | Tom Sneva            | McLaren-Offenhauser |
| 12  | 21. September | Trenton 150 (Trenton International Speedway)                     | 150    | Gordon Johncock   | Gordon Johncock      | Wildcat-DGS         |
| 13  | 09. November  | Phoenix 150 (Phoenix International Raceway)                      | 150    | A.J. Foyt         | A.J. Foyt            | Coyote-Foyt         |

## Fahrer-Meisterschaft (Top 10)
| 1. | A.J. Foyt            | 4920 |
| 2. | Johnny Rutherford    | 2900 |
| 3. | Bobby Unser          | 2480 |
| 4. | Wally Dallenbach sr. | 2305 |
| 5. | Bill Vukovich II     | 2080 |

| 6.  | Tom Sneva       | 1830 |
| 7.  | Roger McCluskey | 1675 |
| 8.  | Steve Krisiloff | 1630 |
| 9.  | Pancho Carter   | 1345 |
| 10. | Gordon Johncock | 1280 |